# Södermanlands runinskrifter 306
Runinskrift Sö 306, även kallad "Runstenen vid Söderby" eller "Söderbystenen", är en runsten som står nära Bergaholmsvägen (gamla Södertäljevägen) och motorvägen E4/E20 i Salems kommun och Svartlösa härad på Södertörn i Södermanland.

## Stenen
Söderbystenen som skapades på vikingatiden står kvar på sin ursprungliga plats. Texten är vänd mot sydost och stenen har ryggen mot den nuvarande landsvägen. Den forntida vägsträckan gick alltså sydost om stenen, vilket medförde att runskriften var väl synlig för alla som passerade på den uråldriga ridstig eller hålväg, som så småningom skulle bli den medeltida Göta landsväg. Man kan fortfarande se rester av den gamla hålvägen på motorvägens andra sida. Runstenar restes alltid väl synliga vid land- och vattenvägar, på tingsplatser eller markerande ägogränser. 
Stenen har en toppig form och är 1,5 meter hög. Ornamentiken består av en profilerad runorm vars runtext lyder enligt den translittererade och översatta inskriften nedan:

## Inskriften
Translitterering av runraden:
...[rn :] auk · fasti : raist͡u st[a]in ·· at · k(i)(l)beaurn : faþ(u)r : si(n) : [buata : þo]r[·kiai]rþ[i ··]
Normalisering till runsvenska:
[Bio]rn ok Fasti ræistu stæin at Kætilbiorn(?), faður sinn, boanda Þorgærðaʀ.
Översättning till nusvenska:
Björn och Faste reste stenen efter Kättilbjörn, sin fader, Torgärds make.

## Fler bilder

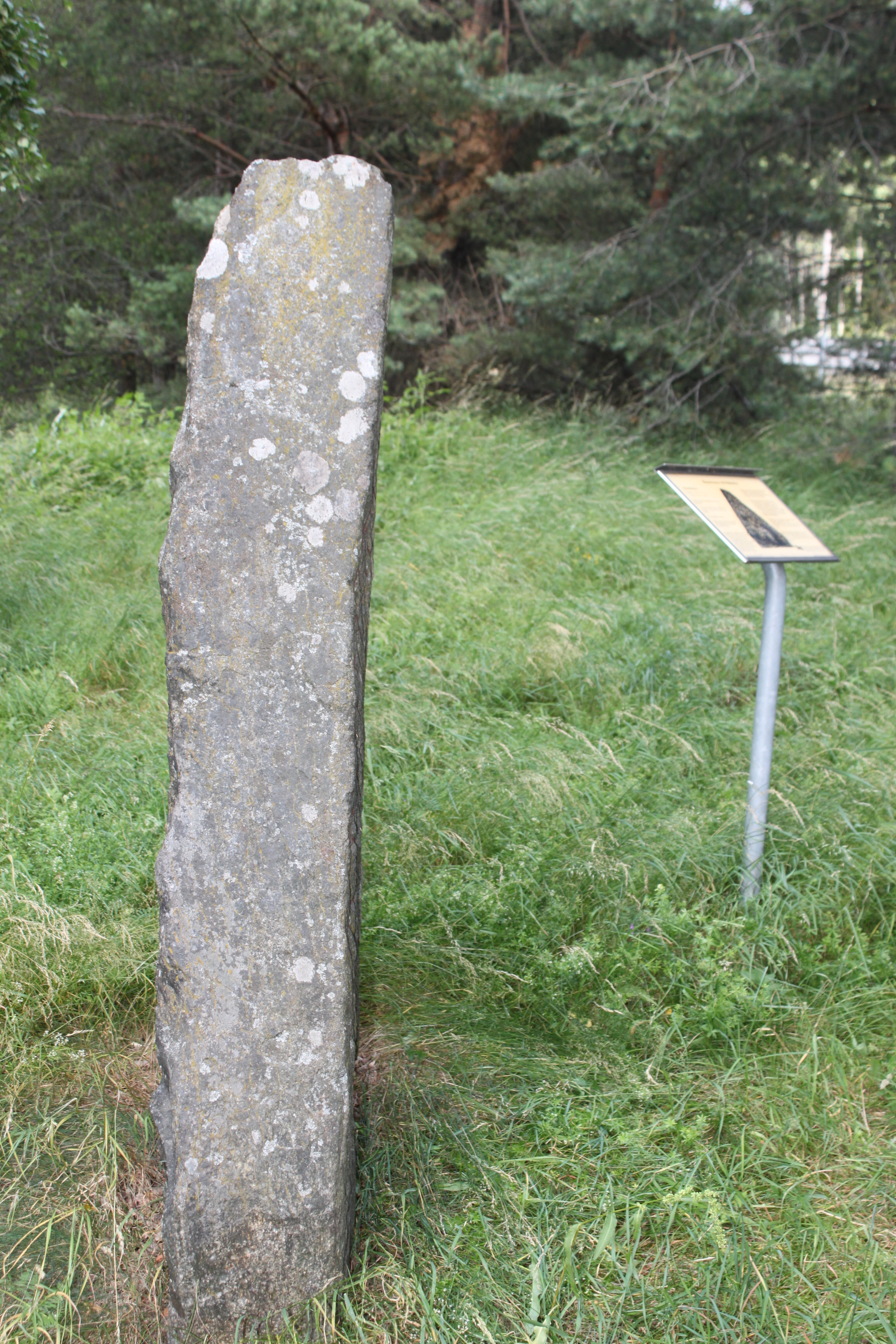
Sö 306 från sidan.
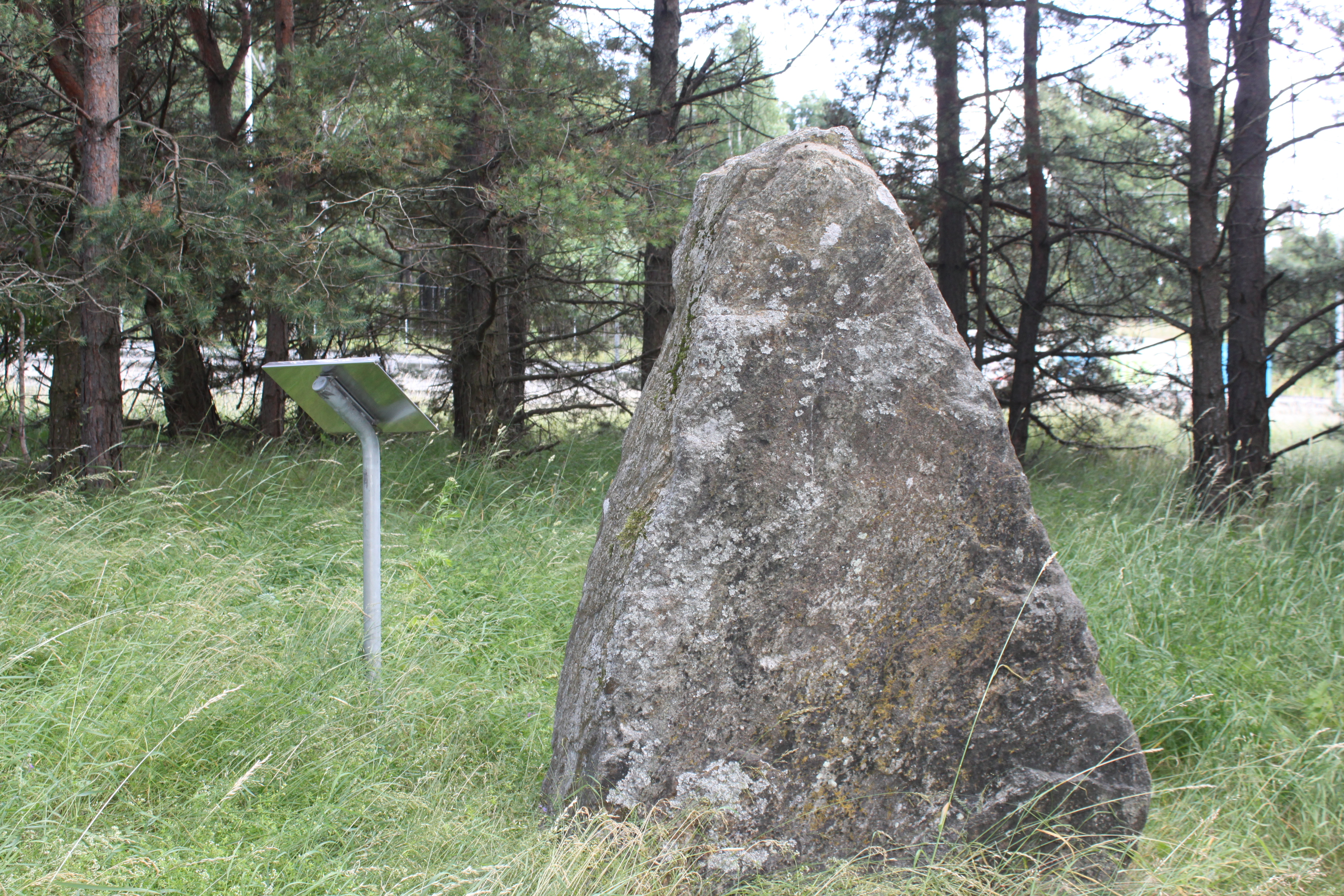
Baksidan av Sö 306.

## Helig källa
Inte långt från runstenen ligger nere vid Bornsjön Sankt Botvids källa. Trakten är rik på fornlämningar med boplatser, skålgropar och gravfält, främst från yngre järnåldern men även av ännu äldre slag.